# Celuloza Kostrzyn
 Celuloza Kostrzyn ist ein Fußballverein aus der polnischen Grenzstadt Kostrzyn nad Odrą (deutsch Küstrin), der von 1982 bis 1984 zwei Spielzeiten in der zweithöchsten polnischen Spielklasse spielte.

## Vereinsgeschichte
Der Verein wurde 1959 unter dem Namen  ZKS Zakładowy Klub Sportowy Celuloza gegründet. Die größten Erfolge feierte Celuloza in den 1980er Jahren, als man zwei Jahre lang in der zweithöchsten polnischen Liga, der 1. Liga, spielte. Nach dem Abstieg aus der 1. Liga spielte die Mannschaft bis 1997 ununterbrochen drittklassig, ehe der Abstieg in die vierthöchste Liga folgte. Der größte Erfolg im polnischen Pokal war in der Saison 1983/84 das Erreichen der 4. Runde, als man nach einer knappen Niederlage gegen den späteren Pokalsieger Lech Posen den Einzug ins Achtelfinale verpasste. Bekannt ist Celuloza vor allem aber auch dadurch, dass einige aktuelle polnische Spitzenspieler wie die beiden Nationalspieler Dariusz Dudka und Grzegorz Wojtkowiak sowie der ehemalige U21-Nationalspieler Dawid Kucharski in ihrer Jugend für Celuloza antraten.

## Erfolge
- insgesamt 2 Jahre in der zweithöchsten polnischen Liga (1982–1984)
- insgesamt 17 Jahre in der dritthöchsten polnischen Liga (1978–1982, 1984–1997)
- 4. Runde des polnischen Landespokals (1983/84)

## Bekannte ehemalige Spieler
- Dariusz Dudka, aktueller polnischer Nationalspieler spielte in seiner Jugend für Celuloza
- Amadeusz Kłodawski, ehemaliger polnischer Erstligaspieler (Dyskobolia Grodzisk Wielkopolski und Polonia Warschau)
- Dawid Kucharski, aktueller Spieler beim schottischen Erstligisten Heart of Midlothian
- Kazimierz Sidorczuk, polnischer Nationalspieler der 1990er Jahre spielte von 1986 bis 1989 für Celuloza
- Grzegorz Wojtkowiak, aktueller polnischer Nationalspieler spielte in seiner Jugend für Celuloza

## Vereinsnamen
- 1957 ZKS Zakładowy Klub Sportowy Celuloza
- 1992 MKS Miejski Klub Sportowy Celuloza
- 1999 KKP Kostrzyński Klub Piłkarski Celuloza
- 2007 Celuloza Intermarché Kostrzyn nad Odrą
- 2011 KKP Kostrzyński Klub Piłkarski Celuloza